# Eduard Basurin
Eduard Aleksandrowicz Basurin (ros. Эдуард Александрович Басурин; ur. 27 czerwca 1966 w Doniecku) – ukraiński separatysta i wojskowy, wiceminister obrony Donieckiej Republiki Ludowej, zastępca dowódcy i rzecznik prasowy jej sił zbrojnych.

## Życiorys
Po ukończeniu szkoły średniej w 1983 wstąpił do wyższej szkoły wojskowej w Doniecku, którą ukończył w 1987. Służył następnie w wojsku w stopniu podpułkownika aż do 1997. Pracował następnie od 1998 do 2002 jako dyrektor firmy i od 2006 do 2010 w firmie produkującej PCV.
W lipcu 2014 przyłączył się do separatystów w Donbasie. Początkowo był zastępcą dowódcy ds. politycznych w specjalnej brygadzie „Kalmius”. Jesienią 2014 był jednym z koordynatorów separatystów podczas walk o Donieck. Wkrótce potem parlament zaakceptował jego nominację na zastępcę dowódcy sztabu operacyjnego Donieckiej Republiki Ludowej (de facto wiceministra obrony). 11 stycznia 2015 został także nieformalnym rzecznikiem prasowym sił zbrojnych, a 11 września 2015 także specjalnym przedstawicielem prezydenta DNR do spraw zabezpieczenia socjalnego. 16 lutego 2015 objęty sankcją zakazu wjazdu na teren Unii Europejskiej a także innych krajów, w tym od 18 czerwca 2021 także Ukrainy. Także po pełnoskalowej agresji Rosji na Ukrainę w 2022 aktywnie kolaboruje z Rosją, wspierając i realizując działania podważające integralność terytorialną, suwerenność i niezależność Ukrainy.